# 179 (număr)
179 (o sută șaptezeci și nouă) este numărul natural care urmează după 178 și precede pe 180 într-un șir crescător de numere naturale.

## În matematică
179
- Este un număr impar.
- Este un număr prim. Este un număr prim Chen, deoarece este mai mic decât 181 cu care formează o pereche de numere prime gemene.[1]
- Este un număr prim aditiv.[2][3]
- Este un număr prim asigurat.[4]
- Este un număr prim bun.[5][6]
- Este un prim Eisenstein.[7]
- Este un număr prim lung, adică 1/179 are o expansiune decimală a unei secvențe repetate de 178 de cifre.[8]
- Este un număr prim Ramanujan.[9][10]
- Este un număr mirp (prim reversibil).[11][12]
- Este un număr prim Sophie Germain.[13][14]
- Este un număr prim tare.[15][16]
- Este un număr strict nepalindromic.[17] Nu este număr palindromic în nicio bază.

## În știință

### În astronomie
- Obiectul NGC 179 din New General Catalogue.
- 179 Klytaemnestra este un asteroid din centura principală.

## În alte domenii
179 se poate referi la:
- Drumul R179 din Irlanda
- fosta Interstate 179 (SUA)